# 维勒弗卢尔
维勒弗卢尔（法語：Villefloure，法語發音：[vil.fluʁ] ⓘ）是法国奥德省的一个市镇，位于该省中北部，属于卡尔卡松区。

## 地理
维勒弗卢尔（43°7'24"N, 2°22'52"E）面积16.69 平方千米，位于法国奧克西塔尼大區奥德省，该省份为法国南部沿海省份，北起塔恩省，西北接上加龙省，西接阿列日省，南至东比利牛斯省，东临地中海，东北与埃罗省接壤。
与维勒弗卢尔接壤的市镇（或旧市镇、城区）包括：卡瓦纳克、洛凯河畔拉代恩、勒克、马代库尔、蒙蒂拉、帕拉雅。

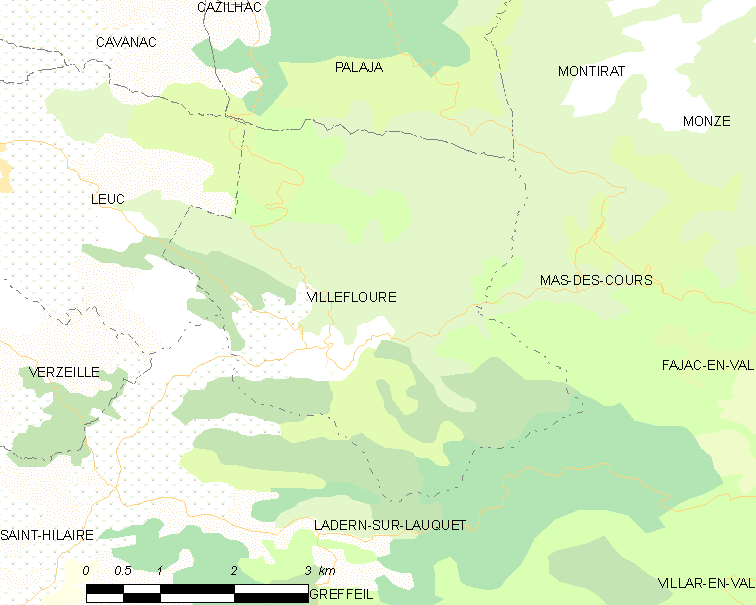
维勒弗卢尔的OSM定位图

维勒弗卢尔的时区为UTC+01:00、UTC+02:00（夏令时）。

## 行政
维勒弗卢尔的邮政编码为11570，INSEE市镇编码为11423。

## 政治
维勒弗卢尔所属的省级选区为卡尔卡松第二县。

## 人口

1962-2008年间维勒弗卢尔人口变化图示

维勒弗卢尔于2022年1月1日时的人口数量为157人。